# Ninja (Band)
Ninja war eine deutsche Heavy-Metal-Band, die 1986 in Wuppertal gegründet wurde.

## Geschichte
1988 unterzeichnete die Band einen Vertrag mit D&S Recording, und kurze Zeit später erschien die erste Platte, Invincible (1988), die von den Medien positiv bewertet wurde. 1989 verließen Christoph Segreff und Ulrich Siefen die Band und wurden durch Bernd Rhode (Gitarre) und Hans Heringer (Schlagzeug) und später André Hilgers (Schlagzeug) ersetzt. 1993 trennte sich die Band.
Die Gründungsmitglieder Holger vom Scheidt und Ulrich Siefen starteten die Band im Mai 2014 mit neuem Material neu. 
Im Juni 2015 wurde der Gitarrist Carsten Sperl durch Frangus ersetzt.
Ab Oktober 2015 stand die Band beim Label Pure Steel Records unter Vertrag.

## Diskografie
- 1988: Invincible (Album, D&S Recording)
- 1992: Liberty (Album)
- 2014: Valley of Wolves 1997 rerelease
- 2014: Hard as Steel (Single)
- 2014: Into the Fire (Album)